# Mirtòidies
Les mirtòidies (Myrtoideae) és una de les dues subfamílies que pertanyen a la família de les mirtàcies. Es divideix en les següents tribus:

## Tribus
| - Backhousieae - Chamelaucieae - Eucalypteae - Kanieae - Leptospermeae | - Lindsayomyrteae - Lophostemoneae - Melaleuceae - Metrosidereae - Myrteae | - Osbornieae - Syncarpieae - Syzygieae - Tristanieae - Xanthostemoneae |